# Eduardo Chicharro Briones
Eduardo Chicharro Briones, né le 13 juin 1905 à Madrid et mort le 16 mars 1964 dans la même ville, est un peintre et poète espagnol, fondateur et un des principaux théoriciens du postisme, mouvement d'avant-garde apparu en Espagne lors de la deuxième moitié des années 1940.

## Biographie
Eduardo Chicharro Briones est né le 13 juin 1905 à Madrid, dans la rue d'Ayala du district de Salamanque. Son père est le peintre Eduardo Chicharro y Agüera (1873-1949).
En 1912, son père est nommé directeur du siège à Rome de l'Académie royale des Beaux-Arts de San Fernando, prenant la suite de Ramón María del Valle-Inclán. La famille s'installe à Rome, ville dans laquelle ils demeureront jusqu'à 1925.
Durant la période 1928-1935, après avoir réalisé son service militaire en Espagne, il rentre à Rome pour profiter d'une bourse accordée par l'Académie Royale de Beaux-Arts. Il est alors en contact avec le peintre surréaliste Gregorio Prieto, avec qui il réalisera une série d'expériences artistiques qui anticipent le postisme, mais aussi avec César González-Ruano.
Il réalise divers voyages en Europe, se marie avec la peintre italienne Nanda Papiri en 1937, fait la connaissance de Silvano Sernesi (1941) et rentre définitivement en Espagne en 1943 pour occuper le poste de professeur de « dessin artistique » à l'École centrale des Arts et Métiers et celui de professeur de « pédagogie du dessin » à l'Académie royale de Beaux-Arts de San Fernando. Il commence aussi à fréquenter les tertulias des cafés, notamment au Café Pombo (es).
En 1944, il crée, avec Carlos Edmundo de Ory et Silvano Sernesi, le postisme, mouvement esthétique qui prétend être une alternative à la poésie déracinée (es) et enracinée (es) d'alors et qui prétend synthétiser l'ensemble des esthétiques d'avant-garde qui avaient prospéré avant la Guerre civile. Il fonde avec ses collègues la revue Postismo, dont le premier numéro sort le 31 janvier 1945 et qui sera suspendue par les autorités du Régime. La revue reparaîtra quelques mois après, en avril, sous le nom de La Cerbatana, mais sera arrêtée après un seul numéro,.
Pendant cette année et la suivante, il écrit de nombreux poèmes et des récits. Il réalise des expositions, donne des conférences, collabore à des revues, publie des articles...
Il écrit son livre de poèmes Cartas de Noche (Lettres de Nuit) durant les années cinquante. Il meurt le 16 mars 1964 dans son domicile de Madrid, quelques jours après avoir terminé son roman El pájaro en la nieve (L'oiseau dans la neige).

## Œuvres

### Arts
- Musée national centre d'art Reina Sofía, Madrid :
  - Portrait du Frère Justo Pérez de Urbel, huile sur toile, 1943[5]

### Écrits
- (es) Akebedonys 1930, 1935 (pièce de théâtre, tragédie)
- (es) La pluriingüe lengua, 1945 (sonnets)
- (es) La lámpara, 1945 (pièce de théâtre)
- (es) Tetralogía, 1949-1950 (poèmes)
- (es) Cartas de Noche, 1950-1960 (poèmes)
- (es) Música celestial, 1947-1958 (poèmes)
- (es) El pájaro en la nieve, 1964 (roman).